# 2014年贵阳公交车纵火案
2014年贵阳公交纵火案，是指2014年2月27日中午12时37分，发生在贵州省贵阳市237路途经云岩区金阳南路时发生的公交车起火事故。事故已造成6人死亡、35人受伤，事故原因认定为刑事案件。
2015年4月15日，贵州省贵阳市中级人民法院对纵火案进行一审宣判。法院同时查明，2013年8月30日，苏大华因怀疑其妻与他人有不正当男女关系，遂邀其兄苏大波共同打伤被害人王某某及其家人。王某某受轻伤，王某某父亲、孩子受轻微伤。法院宣判，苏大华犯放火罪，判处死刑，剥夺政治权利终身；犯故意伤害罪，判处有期徒刑一年；数罪并罚，决定执行死刑，剥夺政治权利终身。苏大华当庭表示认罪，不上诉。